# Ferdinando Stagno d'Alcontres
Ferdinando Stagno d'Alcontres, né à Tremestieri, frazione de Messine, le 22 janvier 1920, mort à Messine le 22 mars 1976, est un homme politique italien.
Membre de la Démocratie chrétienne, il a été président de l'Assemblée régionale sicilienne puis a présidé la Cassa di Risparmio per le Province Siciliane.

## Biographie
Membre d'une ancienne et puissante famille de la noblesse sicilienne, il est diplômé en physique et en mathématiques, et enseigne, comme assistant, à l'Université de Messine.
Engagé dans la Seconde Guerre mondiale en tant qu'officier de marine , il est interné dans un camp allemand et reçoit la Croix de guerre de la valeur militaire.
Il retrouve son poste à l'université et s'engage dans la vie politique. Il adhère à la Démocratie chrétienne en 1947 et est élu conseiller municipal de Messine et adjoint aux Travaux publics de 1952 à 1956.
Premier des non-élus à l'Assemblée régionale sicilienne lors des élections régionales de 1951, il est largement élu au scrutin de 1955. Il est appelé comme assesseur régional au Budget dans le 3e gouvernement Alessi (27 juillet 1955-27 septembre 1956) puis à l'Agriculture dans le 1er gouvernement La Loggia (27 septembre 1956-25 novembre 1957).
Confirmé député régional en juin 1959, il est soutenu par son parti pour prendre la présidence de l'Assemblée régionale face à Benedetto Majorana della Nicchiara, candidat des milazzistes. Alors qu'il est censé récolter les 48 voix de l'alliance de centre droit, seules 43 voix se portent sur son nom autant que pour son adversaire, les cinq soutiens manquant étant probablement trois monarchistes et de deux démocrates chrétiens. Au deuxième tour, Stagno d'Alcontres est élu par 45 voix contre 41 et un bulletin blanc.
Il ne se représente pas à la législature suivante mais conserve un important poids politique sur l'île en prenant la présidence de Cassa centrale di risparmio Vittorio Emanuele per le province siciliane. Il est également président des Caisses d'épargne de la Communauté économique européenne.